# Cyclostremiscus spiritualis
Cyclostremiscus spiritualis är en snäckart som beskrevs av Baker, Hanna och Strong 1938. Cyclostremiscus spiritualis ingår i släktet Cyclostremiscus och familjen Vitrinellidae. Inga underarter finns listade i Catalogue of Life.